# Anani Jawaschew
Anani Wladimirow Jawaschew (bulgarisch Анани Явашев; * 18. Oktober 1932 in Gabrowo, Bulgarien; † vor oder am 5. Februar 2022) war ein bulgarischer Schauspieler.

## Leben
Anani Jawaschew war der Sohn des Industriellen Wladimir Jawaschew und der makedonischen Bulgarin aus Thessaloniki Zweta Dimitrowa. Mit seinen zwei jüngeren Brüdern, dem Chemiker und Ingenieur Stefan und dem später international bekannten Künstler Christo, wuchs er in der im zentralen Balkangebirge liegenden Industriestadt Gabrowo auf. Der Archäologe und Botaniker Anani Jawaschow war deren Großvater väterlicherseits. Die Schwester seines Vaters, Dora, war die erste Frau des Politikers und bulgarischen Ministerpräsidenten Iwan Bagrjanow. Seine Mutter Zweta Dimitrowa, die einer wohlhabenden Familie aus Thessaloniki entstammte und 1913 nach griechischen Massakern an Bulgaren während des Zweiten Balkankriegs nach Bulgarien geflohen war, war bis zu ihrer Heirat im Jahre 1931 Generalsekretärin der Akademie der Schönen Künste in Sofia. Ananis Großvater hatte in Gabrowo eine Chemiefabrik gegründet, die von seinem Vater weitergeführt wurde. Während sein Vater für finanziellen Wohlstand sorgte, pflegte seine Mutter den Kontakt zu Künstlern, darunter Mara Georgiewa, Waska Emanuilowa, Andrei Nikolow und Nikola Waltschew, die auch die Kinder unterrichteten. Kurz nach dem Zweiten Weltkrieg wurde die Fabrik des Vaters enteignet und er ins Gefängnis geworfen und die Familien zog nach Plowdiw um.
Nach seinem Abschluss am Französischen Gymnasium in Plowdiw studierte Jawaschew Schauspiel an der Nationalen Akademie für Theater- und Filmkunst „Krastjo Sarafow“. Mit dem Ende seines Studiums spielte er ab 1956 am Theater seiner Heimatstadt, bevor er 1958 zum Jugendtheater „Nikolai Binew“ nach Sofia wechselte. Bekanntheit erlangte er während dieser Zeit vor allen Dingen durch das Spiel in Werken William Shakespeares, darunter Romeo und Julia und Richard III. Sein Filmdebüt gab er 1959 mit dem von Nikola Korabow inszenierten Liebesfilm Die Kleine, wobei er die Hauptrolle des Boris verkörperte.
Anani Jawaschew starb im Februar 2022. Sein Sohn Wladimir arbeitete seit den 1990er Jahren mit seinem Onkel Christo zusammen und war maßgeblich an den Projekten „The Floating Piers“ und „The London Mastaba“ beteiligt. Nach dem Tode Christos im Jahr 2020 verwirklichte Wladimir das Projekt L’Arc de Triomphe, Wrapped im Herbst 2021 nach dessen Plänen.

## Filmographie (Auswahl)
- 1959: Die Kleine (Малката)
- 1961: ...und sie waren jung (А бяхме млади)
- 1961: Viel Glück, Ani (Бъди щастлива, Ани!)
- 1971: Reise im Zorn (Гневно пътуване)
- 1973: Y-17 auf dunkler Spur (Игрек 17)
- 1975: Aufruhr (Буна)
- 1976: Attentat in der Kathedrale (Допълнение към закона за защита на държавата)
- 1978: Rali – Abenteuer im osmanischen Reich (Рали)
- 1983: Ich habe nicht getötet (Човек не съм убивал)